# Luís Lourenço
Luís Esperança Ferreira Lourenço (Regueira de Pontes, Leiria, 30 de março de 1934) é um médico, contista, poeta português.
Formou-se em Medicina na Universidade de Coimbra
Tem por especialidade médica o Radiodiagnóstico.

## Livros publicados
- Quando o despertador era o galo (Contos), 1993 [1][nota 1]
- Janela aberta sobre a velha aldeia (Contos), 1994[1][3][nota 2]
- Um drama no Paraíso (poemas), 1998[1]
- Cartas a Edna (contos e novelas), 1998[1][nota 3]
- O Cavaleiro de Escorpião (romance histórico), 1999[nota 4]
- Rumo ao Brasil - Os aventureiros do Carvalho do Inferno (aventuras), 2002[1][nota 5]
- O menino da caravela (aventuras, juvenil), 2003[4]
- O céu é dos pássaros (romance), 2005
- Regeira de Pontes - a sua história e as suas gentes, 2006
- Pegadas do tempo (poesia - Haikais), 2013
- A moura e o príncipe (romance), 2015[5]
- O fantasma da casa assombrada (infanto-juvenil), 2016[6]
- As minhas memórias (autobiografia), 2021[2][7]

## Prêmios
- Prémio Revelação de Literatura da SOPEAM, 1993[1]
- Prêmio Hebron de Literatura, no I Congresso Médico da UMEAL, Recife, 1994[1]
- Prêmio Afrânio Peixoto, de conto, Brasil, 1997
- Menção Honrosa do Prémio Fialho de Almeida, SOPEAM, 2000
- Prêmio Internacional de Conto, da Academia de Letras e Ciências de São Lourenço, Minas Gerais, Brasil, 2003
- Prêmio Internacional de Romance, da Academia de Letras e Ciências de São Lourenço, Minas Gerais, 2003

## Homenagens
- Homenagem de Honra do Primeiro Festival de Cultura Pernambucana, Brasil, 1996
- Galardão da Câmara Municipal de Leiria, 1997
- Galardão do I Festival da Rádio Clube de Leiria
- Frevo em sua Homenagem no VI Congresso da UMEAL, Recife, 2007, de autoria do médico poeta Alvacir Raposo.

## Entidades literárias
- Membro Honorário e Correspondente da Academia de Artes e Filosofia do Rio de Janeiro;
- Membro Honorário e Correspondente da Academia de Artes, Letras e Ciências de São Lourenço
- Sócio Correspondente da Academia de Letras e Artes do Nordeste;[8]
- Sócio Correspondente e Fundador da Sociedade Gaúcha de Médicos Poetas;
- Membro da União de Médicos Escritores e Artistas Lusófonos - UMEAL, ex-Presidente, Vice-Presidente para Portugal, eleito em 2007, com mandato até 2014;
- Membro da Sociedade Portuguesa de Escritores e Artistas Médicos - SOPEAM, (ex-presidente);
- Membro da Associação Portuguesa de Escritores;
- Sócio Honorário da Sociedade Brasileira de Médicos Escritores - Regional de Pernambuco, 2007.